# Emilia Gierczak
Emilia Gierczak (ur. 12 stycznia lub 25 lutego 1925 w Maszowie, pow. lubomelski, w województwie wołyńskim, zm. 16 marca 1945 w Kołobrzegu) – podporucznik Wojska Polskiego poległa w czasie II wojny światowej.

## Życiorys

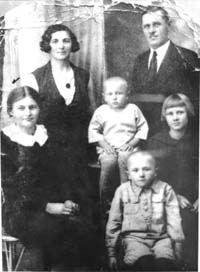
Rodzina Gierczaków

Córka Leontyny i Józefa Gierczaków, właścicieli gospodarstwa rolnego w Maszowie. W 1938 ukończyła siódmą klasę szkoły powszechnej w Lubomlu i rozpoczęła naukę w gimnazjum w Kowlu, należała tam do drużyny harcerskiej.
Po wkroczeniu Armii Czerwonej na Kresy Wschodnie rodzina Gierczaków została wywieziona w pierwszej fali deportacji. 10 lutego 1940 trafili do kołchozu w Pinedze w obwodzie archangielskim. Emilia Gierczak pracowała wówczas w kołchozowej piekarni.
25 września 1943 Emilia wraz z ojcem (plutonowy rezerwy) została wcielona do 1 Dywizji Piechoty im. Tadeusza Kościuszki, gdzie ją przydzielono do Samodzielnego batalionu kobiecego im. Emilii Plater. Wkrótce po wcieleniu do wojska została skierowana do szkoły oficerskiej w Riazaniu, którą ukończyła w dniu 9 lutego 1944 z wynikiem bardzo dobrym (według innych źródeł: celującym) w stopniu chorążego. Od lutego do maja 1944 była dowódcą plutonu fizylierów przy sztabie 1 DP, następnie została przeniesiona do 4 DP im. Jana Kilińskiego i wyznaczona na dowódcę I plutonu w 2 kompanii fizylierów 10 pp.
Wraz z plutonem przechodziła intensywne szkolenia, m.in. we wsi Stecówka (w II poł. czerwca 1944) koło Sum na Ukrainie, a następnie w lipcu w miasteczku Ołyka na Wołyniu. 10 września złożyła przysięgę, w następnych dniach walczyła w pierwszej linii w okolicach Warszawy. 15 września 1944 w uznaniu dla jej zdolności dowódczych mianowana podporucznikiem.
W styczniu 1945 oddziały 4 DP wyruszyły w kierunku północno-zachodnim. Gierczak wraz z innymi żołnierzami tej dywizji wzięła udział w walkach m.in. na Wale Pomorskim, w Żabnie, Borujsku i Drawsku Pomorskim. Dowodziła swoim plutonem przy niszczeniu niemieckich schronów w rejonie Wierzchowa, co otworzyło drogę innym pododdziałom pułku.
12 marca 1945 dotarła do Kołobrzegu, gdzie od kilku dni trwała bitwa o miasto. Mimo grypy uczestniczyła razem z 10 pp w ataku na parowozownię i zakłady farmaceutyczne w Kołobrzegu. 14 marca 4 DP zdobyła parowozownię. 16 marca rozpoczęto atak na zamienioną w twierdzę fabrykę farmaceutyczną Anhalt. Na własną prośbę Emilia Gierczak dołączyła do grupy szturmowej. W godzinach popołudniowych rozpoczął się atak za zakłady farmaceutyczne. Gierczak ruszyła na czele plutonu, który zdołał zdobyć fabrykę. Po zdobyciu zakładu pluton rozpoczął pogoń za Niemcami. Podczas niej Gierczak została trafiona pociskiem w skroń. Zginęła na miejscu. Kulę wystrzelono prawdopodobnie z nieistniejącej już willi, sąsiadującej z fabryką farmaceutyczną.
Po bitwie pochowano ją w pobliżu jej miejsca śmierci, kilka miesięcy później na założonym 1 listopada cmentarzu żołnierzy polskich i radzieckich. 27 kwietnia 1963 miał miejsce jej trzeci pogrzeb, na Cmentarzu Bohaterów Walk o Kołobrzeg. Grób ppor. Emilii Gierczak jest położony w centralnej części cmentarza, w pobliżu Pomnika Chwały.

## Odznaczenia
Krzyżem Walecznych i rozkazem nr 085 z 9 kwietnia 1945 odznaczona pośmiertnie Krzyżem Srebrnym Orderu Wojennego Virtuti Militari przez dowódcę I Armii WP, a w 1997 na wniosek dyrektora I LO w Nowogardzie i Związku Kombatantów Rzeczypospolitej Polskiej i Byłych Więźniów Politycznych, Minister Obrony Narodowej awansował ją pośmiertnie na stopień porucznika.

## Upamiętnienie

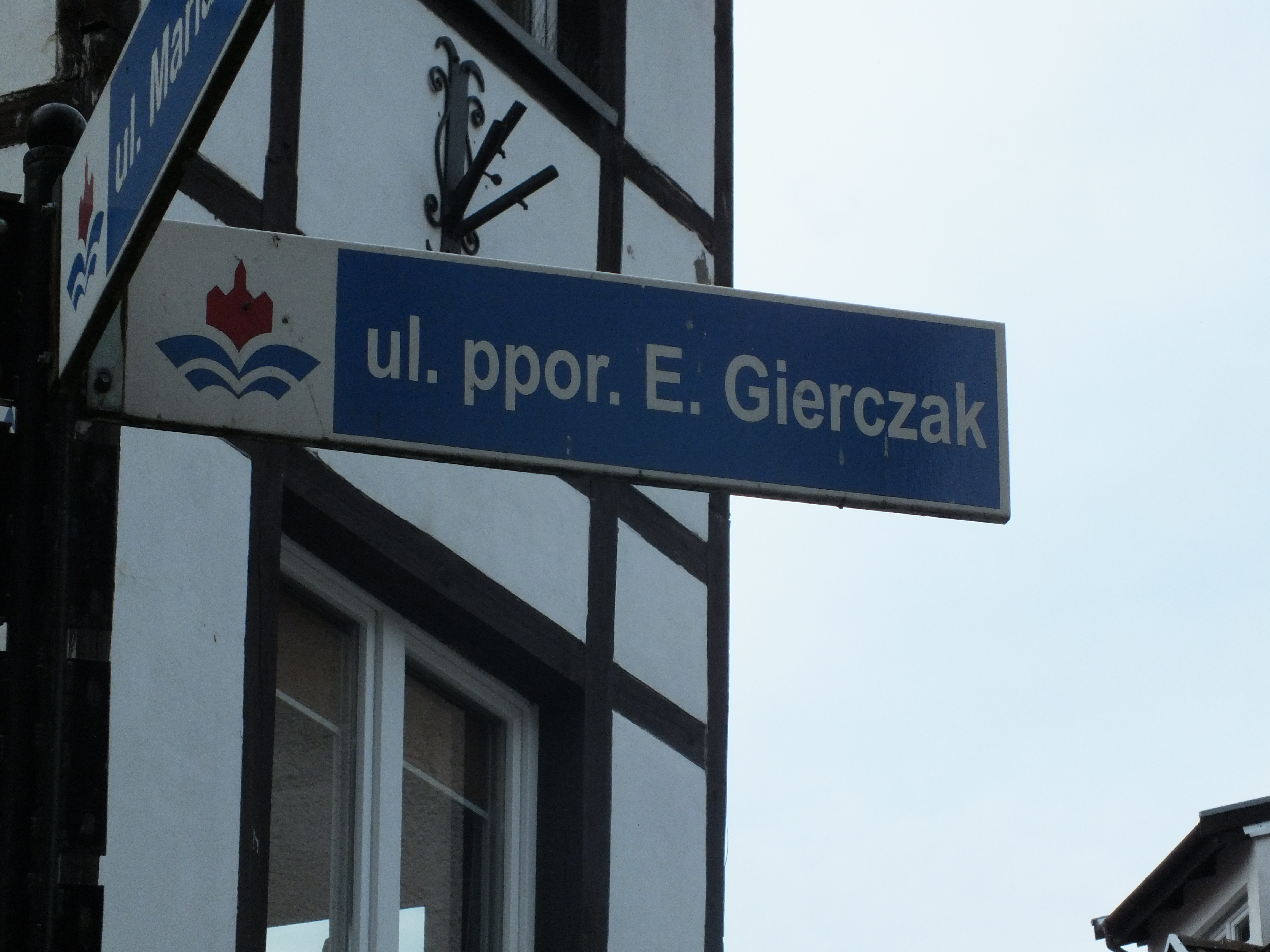
Kołobrzeg

- W 1963 polski statek rybacki SS „Wda” został przemianowany na SS „Emilia Gierczak”[11].
- W 1982 został wybity medal upamiętniający Emilię Gierczak, wydany przez Mennicę Państwową, a zaprojektowany przez Wiktorię Czechowską-Antoniewską[12]
- Imieniem Emilii Gierczak nazwano ulice m.in. w Kołobrzegu[8],  Szczecinie[13], Bydgoszczy[14] i w Warszawie[15]
- W Trzciance działa Hufiec ZHP Trzcianka imienia ppor. Emilii Gierczak[16].
- Emilia Gierczak została wybrana patronką placówek oświatowych: 
  - Zespół Szkół Ekonomiczno-Hotelarskich im. Emilii Gierczak w Kołobrzegu[17].
  - I Liceum Ogólnokształcące im. podporucznik Emilii Gierczak w Nowogardzie[18]
  - Szkoła Podstawowa w Łącku[19]
  - Zespół Szkół Nr 1 im. ppor. Emilii Gierczak w Górze Kalwarii[20]
  - Szkoła Podstawowa w Postominie[21]
  - Publiczna Szkoła Podstawowa z Oddziałami Integracyjnymi nr 2 im. ppor. Emilii Gierczak w Świdwinie[22]
  - Szkoła Podstawowa im. Emilii Gierczak w Gródkowie[23].